# Microsoft Servers
|  | No s'ha de confondre amb Windows Server. |

Microsoft Servers (anteriorment anomenat 'Windows Server System') és una marca que conté una línia de productes del servidor de Microsoft. Això inclou les edicions de servidor de Microsoft Windows el seu propi sistema operatiu, així com productes dirigits al mercat més ampli de negoci. A diferència de les línies de productes Microsoft Dynamics o Office, la majoria dels productes venuts sota aquesta marca no pretenen ser serveis de línia de negoci per si mateix.

## Servidors
Des de desembre de 2006, la línia de productes de programari de Windows Server System inclou:
- BizTalk Server – Eines de disseny i la integració de processos de negocis.
- Microsoft Commerce Server – Portal I-Commerce.
- Exchange Server – Servidor de correu electrònic i Col·laboració.
- Internet Information Services – Servidor de Web.
- Forefront – Línia completa de productes de seguretat de negoci.
- Microsoft Host Integration Server – Administració de dades i connector entre entorns Windows i sistemes mainframe com a AS/400.[1][2]
- Microsoft Identity Integration Server – Producte de l'administració d'identitat.
- ISA Server – Servidor de seguretat i emmagatzematge en caché de web-proxy (8), conegut com a Microsoft Proxy Server.
- Microsoft Speech Server – Aplicacions de veu per als sistemes telefònics automatitzats, inclou el reconeixement de veu.
- SQL Server – Servidor de base de dades relacional i intel·ligència empresarial.
- Virtual Server – Virtualització per a Sistema operatiu.[3]
- Windows Compute Cluster Server – Servidor de computació d'alt rendiment.
- Windows Home Server – Servidor Home Sistema operatiu.
- Windows Server – Server Sistema operatiu.
- Windows Server Update Services – Serveis d'actualització de programari per Windows i altres aplicacions.
- Windows Essential Business Server - Servidor que ofereix per a les empreses de grandària mitjanes.
- Windows Small Business Server – Windows Server i tecnologies addicionals.
- Windows Storage Server – Arxiu edició centrada en el servidor de Windows Server, amb les eines integrades de còpia de seguretat.

## Productes de servidor de Microsoft Office
Alguns dels productes inclosos en la marca de producte de Windows Server System estan dissenyats específicament per a la interacció amb Microsoft Office. Aquests inclouen:
- Microsoft Office Forms Server – Formularis electrònics basats en el servidor.
- Groove Server – Servidor de col·laboració; treballa en conjunt amb Groove.
- Microsoft Office Communications Server – Missatgeria instantània i el servidor de presència, integració amb sistemes telefònics PBX. S'integra amb Office Communicator.
- Microsoft Office Project Server – Serveis d'assignació de recursos i gestió de projecte; obres com el component de servidor per Microsoft Project.
- Microsoft Office SharePoint Server 2007 (MOSS), anteriorment Microsoft Office SharePoint Portal Server – Publicació de facilitació de servidor del portal d'intranet, buscar i compartir informació.
- Microsoft Office PerformancePoint Server – Servidor base de dades d'intel·ligència empresarial.
- Microsoft Search Server - Servidor de cerca empresarial.

## Microsoft System Center
Microsoft System Center és un conjunt d'aplicacions desenvolupades per Microsoft per a la gestió dels diferents components de la infraestructura informàtica d'una organització.
Microsoft, TechNet Library. Microsoft, ed. «brinda eines que permeten als professionals de TU configurar, diagnosticar i administrar xarxes de dades, servidors, computadores d'escriptori, portàtils i altres dispositius, atenent polítiques i processos preestablerts com així també a les bones pràctiques de la indústria» (en anglès). Global.
S'utilitza System Center per controlar el rendiment i la disponibilitat d'equips i sistemes, gestionar la instal·lació d'actualitzacions de programari, administrar màquines virtuals, i elaborar informes per a un correcte planejament que contribueixi a optimitzar les operacions. És una eina per a administradors corporatius de TU, els qui tenen a càrrec l'administració d'una o més xarxes de sistemes basats en Windows Server, físics i virtuals. Quan es va introduir per primera vegada, la marca System Center incloïa productes des de la línia de Windows Server System, però des de llavors ha evolucionat per incloure els productes nous. System Center atén a estàndards com ITIL (Information Technology Infrastructure Library, Biblioteca d'Infraestructura de Tecnologies d'Informació) i també a la metodologia anomenada Microsoft Operations Framework (MOF).
A través d'una consola unificada, els integrants d'un departament de sistemes o suport tècnic, poden observar la situació de servidors corrent Windows Server, dispositius d'emmagatzematge, equips d'escriptori corrent sistema operatiu Windows, serveis de directori (Active Directory) i fins i tot controlar el funcionament de Microsoft Office. Això permet planejar adequadament els requeriments de maquinari i programari, actuar preventivament, brindar solucions de suport, i fins i tot mantenir actualitzat l'inventari d'actius informàtics.
En eines com Microsoft System Center, diversos indicadors estadístics faciliten la tasca de visualització de com està funcionant una infraestructura informàtica, podent-se definir de manera personalitzada valors de referència (mínims i màxims, segons el cas) per establir un sistema d'alarmes davant funcionaments no desitjats, per exemple, la sobrecàrrega d'un processador, el temps de resposta d'un disc rígid, el nivell d'ocupació del mateix o la quantitat de transaccions sol·licitades a un mateix servidor (un IIS per exemple). A partir d'aquesta informació, el personal de TI d'una companyia pot actuar preventivament evitant una caiguda del sistema que afecti la productivitat de la resta de l'organització, lliurant el nivell de servei i disponibilitat requerit per a la continuïtat del negoci.
Un component addicional del conjunt d'eines System Center, Opalis, permet automatitzar processos que es realitzen habitualment i amb característiques repetitives (IT Process Automation –ITPA-), preconfigurant fluxos de processos (workflows) que agiliten l'operació a l'àrea de sistemes des de la identificació de necessitats fins a la solució d'aquestes, incloent-hi les diferents instàncies d'autorització de canvis. A més a més, permet integrar a l'administració de TI tecnologies de tercers, com a IBM Tivoli, HP Open View i unes altres de BMC, CA, EMC, VMWare i Symantec, sota el precepte de la interoperabilitat per a la conformació d'un datacenter dinàmic i eficaç.
- System Center Essentials 2007 – combina les diferents prestacions requerides per petites i mitges empreses.
- System Center Capacity Planner 2007 – permet planejar la càrrega de diferents components de la xarxa i el millor disseny d'arquitectura.
- System Center Operations Manager 2007 R2
- System Center Configuration Manager 2007 R2 – gestió de configuració, administració d'actius de maquinari i programari, eines d'implementació d'actualitzacions per a computadores d'escriptori amb Windows.[5]
- System Center Data Protection Manager 2007 – protecció contínua de dades i recuperació de dades * System Center Operations Manager 2007 – serveis i aplicacions de monitoreig Reporting Manager
- System Center Service Manager – empata amb SCOM, SCCM per a seguiment, així com incident, problema, administració de canvis i configuració (nom en codi Service Desk) d'actius
- System Center Virtual Machine Manager 2008 – gestió de la màquina virtual i virtualització de centre de dades.
- System Center Mobile Device Manager 2008 – administració de dispositius portàtils (PDA, telèfons intel·ligents, etc.).
- System Center 2012 (release candidate) - Descàrrega gratuïta disponible.